# Демурина
Дему́рина — річка в Україні, права притока Саксагані, притоки Інгульця (басейн Дніпра). Довжина 17 км. Площа водозбірного басейну 102 км². Похил 2,3 м/км. Долина трапецієподібна.
Живиться за рахунок атмосферних опадів. Льодостав нестійкий (з грудня до початку березня). Використовується на сільськогосподарські потреби. Споруджено ставки.
Бере початок на захід від села Цівки. Тече переважно з півночі на південь. Протікає територією П'ятихатського та Софіївського районів Дніпропетровської області через села Чигринівка, Кам'яне, Демурино-Варварівка та Новомихайлівка. Впадає до Саксагані у селі Райполе.